# Edda Mussolini
Edda Mussolini (Forli, Italia, 1 de septiembre de 1910-Roma, 9 de abril de 1995) fue la hija mayor de Benito Mussolini, dictador fascista de Italia desde 1922 hasta 1943. Desde su matrimonio con el propagandista fascista y ministro del exterior Galeazzo Ciano se convirtió en Edda Ciano, Condesa de Cortelazzo y Buccari.
Negó rotundamente haber estado involucrada en el Partido Nacional Fascista o en el régimen, y tuvo una aventura con un comunista después de la ejecución de su padre por los partisanos italianos en la Segunda Guerra Mundial.

## Biografía

### Primeros años
Nació fuera de matrimonio de Benito Mussolini y Rachelle Guidi en Forlì, Romaña. Sus padres no se casaron hasta diciembre de 1915. En sus primeros años, mientras su padre era editor de Il Popolo d’Italia en Milán, Edda vivió con Rachelle en Forlì. Su padre se convirtió en primer ministro de Italia en octubre de 1922 y en dictador en enero de 1925.
En marzo de 1925, Rachelle y Edda, con sus hermanos y hermanas, se mudaron de Milán a Carpegna y posteriormente a Roma en noviembre de 1929 a vivir con su padre. Edda fue una mujer rebelde en su juventud. Su poderoso padre hacía difíciles las citas, por lo que muchos jóvenes le temían. Ha sido descrita como inclinada a dar su opinión y parlanchina. Fue mientras estaba en Roma cuando conoció a Galeazzo Ciano, hijo del almirante y conde Constanzo Ciano, un fascista leal partidario de Benito Mussolini desde antes de su Marcha sobre Roma. Se casaron el 24 de abril de 1930 en una ceremonia espléndida a la que acudieron 4000 invitados.
Su marido fue nombrado embajador italiano en Shanghái, y fue allí donde nació su primer hijo, Fabrizio Ciano, el 1 de octubre de 1931. La pareja volvió a Italia en 1932, cuando Galeazzo adquirió el cargo de Ministro de Asuntos Exteriores. Por muchas razones, el suyo era un matrimonio abierto y ambos tenían amantes. Sin embargo, a su padre le gustaba Galeazzo y su carrera prosperó.

### Segunda Guerra Mundial
Después de la invasión italiana de Albania en junio de 1939, la ciudad de Santi Quaranta —Sarandë en albano— fue renombrada como «Porto Edda» en su honor durante la anexión.
En julio de 1939, fue descrita en la portada de Time, en el titular, como «Dama del Eje». Durante la guerra greco-italiana, Edda Ciano fue voluntaria en la Cruz Roja Italiana. El 14 de marzo de 1941, se embarcó cerca del puerto albano de Valona —ahora Vlorë— en el transatlántico Lloyd Triestino "Po", que se había convertido en un buque-hospital. Los aviones británicos atacaron y hundieron la embarcación, ocasionando varios muertos; pero Edda consiguió sobrevivir nadando hasta la orilla. Continuaría trabajando para Cruz Roja hasta 1943.
Parece ser que Heinrich Himmler concedió a Edda el rango de líder honorario de las SS (SS Ehrenführerin) en 1943, aunque no se sabe con certeza. Después del incidente de Edda en el Mar Adriático, Rachelle y Benito Mussolini estuvieron doblemente angustiados cuando su hermano Bruno murió en agosto del mismo año.

### Ejecución de Ciano y huida a Suiza
En julio de 1943, cuando la oposición interna contra Mussolini finalmente salió a la luz en el Gran Consejo Fascista, Galeazzo Ciano votó en contra de su suegro. Por este acto, fue arrestado por traición, juzgado y ejecutado el 11 de enero de 1944. Mussolini informó nerviosamente en las últimas horas de la noche anterior que su posición a ojos de Hitler habría sufrido de haber intervenido.
Ciano fue atado a una silla para ser disparado por la espalda. Sin embargo, se las arregló para girarse y mirar de frente al pelotón de fusilamiento en un último acto de desafío.
Edda Ciano huyó a Suiza el 9 de enero de 1944, disfrazada de campesina. Se las ingenió para pasar de contrabando los «Diarios» de guerra del Conde, que había escondido en sus ropas con ayuda de su confidente Emilio Pucci. En esa época era teniente en las fuerzas aéreas italianas, pero después adquirió fama como diseñador de moda.
El corresponsal de guerra Paul Ghali, del Chicago Daily News, supo de su internamiento secreto en un convento suizo, en Neggio, y acordó con ella la publicación de los diarios, que revelaron mucho de la historia secreta del régimen fascista entre 1939 y 1943, y están considerados un recurso histórico de primera mano. Los diarios son estrictamente políticos y contienen poco de la vida personal de los Ciano.

### Después de la Segunda Guerra Mundial
Después de volver a Italia, Edda fue detenida en la isla de Lipari y el 20 de diciembre de 1945 sentenciada a dos años de prisión por ayuda al fascismo.
Publicó una autobiografía, La mia vita, traducida al inglés como My Truth.
Murió en Roma en 1995.

## Legado
Fue ampliamente difundido que la hija de Hermann Göring y Emmy Göring —nacida el 2 de junio de 1938—, se llamaba Edda en su honor.
Se han hecho varias películas acerca de su vida, incluyendo Mussolini y yo (1985), en la que fue interpretada por Susan Sarandon.
Su hijo Fabrizio Ciano escribió unas memorias personales tituladas Quando il nonno fece fucilare papà (“Cuando el abuelo hizo fusilar a papá”).

## Distinciones honoríficas
- Medalla de Plata al Valor Militar.

## Citas
- The Ciano Diaries 1939-1943: The Complete, Unabridged Diaries of Count Galeazzo Ciano, Italian Minister of Foreign Affairs, 1936-1943 (2000) ISBN 1-931313-74-1
- Ciano's diplomatic papers: being a record of nearly 200 conversations held during the years 1936-42 with Hitler, Mussolini, Franco; together with important memoranda, letters, telegrams etc.; editado por Malcolm Muggeridge; traducido por Stuart Hood; London: Odhams Press, (1948)
- Чиано Галеаццо, Дневник фашиста. 1939-1943, (Москва: Издательство "Плацъ", Серия "Первоисточники новейшей истории", 2010, 676 стр.) ISBN 978-5-903514-02-1
- Giordano Bruno Guerri - Un amore fascista. Benito, Edda e Galeazzo. (Mondadori, 2005) ISBN 88-04-53467-2
- Ray Moseley - Mussolini's Shadow: The Double Life of Count Galeazzo Ciano, (Yale University Press, 1999) ISBN 0-300-07917-6
- Richard J. B. Bosworth - Mussolini (Hodder Arnold, 2002) ISBN 0-340-73144-3
- Michael Salter y Lorie Charlesworth - "Ribbentrop and the Ciano Diaries at the Nuremberg Trial" en Journal of International Criminal Justice 2006 4(1):103-127 doi 10.1093/jicj/mqi095
- Fabrizio Ciano - Quando il nonno fece fucilare papà ("Cuando el abuelo hizo fusilar a papá") Milano, Mondadori,. 1991
- Jasper Ridley - Mussolini, St.Martins Press, 1997
- Mussolini, Rachele; Zarca, Albert (1974). Mussolini: An Intimate Biography by His Widow (en inglés). Nueva York: William Morrow. pp. 291. ISBN 0-688-00266-8. OCLC 473590404.